# صفاء حسن
صفاء حسن (من مواليد 14 يوليو 1986) هي لاعبة رياضية مصرية بارالمبية متخصصة في رياضة رفع الأثقال بارالمبية. مثلت بلاده مصر في دورة الألعاب البارالمبية الصيفية 2024 ، واحرزة الميدالية البرونزية.

## حياة مهنية
مثلت صفاء حسن بلاده مصر في دورة الألعاب البارالمبية الصيفية 2024 واحرزت على الميدالية البرونزية في وزن 79 كجم .